# Vinařská naučná stezka
Vinařská naučná stezka (či pouze Vinařská stezka) je speciální druh naučné stezky, orientované především na vinařství. Nezřídkakdy bývá jejich součástí i možnost degustace vína.

## Moravské vinařské stezky
Asi nejznámější oblastí s výskytem vinařských naučných stezek je oblast jižní Moravy. Páteřní stezkou je v tomto případě Moravská vinná stezka. I ta se skládá z několika částí – Mikulovské, Slovácké, Velkopavlovické a Znojemské. Kromě toho zde existuje asi desítka dalších vinařských stezek. Některé jsou krátké a mohou je využívat i pěší turisté, jiné jsou vhodné především pro cykloturisty.

### Bodový přehled moravských vinařských stezek

#### Brněnská vinařská stezka
- Celková délka – 130 km
- Nástupní místo – Moravany
- Dělení (a některá místa na trase):
  - západní větev – Želešice, Dolní Kounice, Pravlov, Pohořelice, Ivaň, Vranovice
  - východní větev – Želešice, Rajhrad, Blučina, Židlochovice, Bošovice, Kobeřice, Slavkov u Brna

#### Bzenecká vinařská stezka
- Celková délka – 26 km
- Nástupní místo – Ježov
- Místa na trase – Žeravice, Syrovín, Újezdec, Vážany, Polešovice, Ořechov, Těmice, Domanín, Bzenec

#### Krajem André
- Celková délka – 19 km
- Nástupní místo – Hustopeče
- Místa na trase – Starovičky, Velké Pavlovice, Bořetice, Vrbice, Kobylí, Němčičky, Horní Bojanovice, Kurdějov, Hustopeče

#### Kyjovská vinařská stezka
- Celková délka – 85 km
- Nástupní místo – Vlkoš
- Některá místa na trase – Kelčany, Skalka, Vřesovice, Moravany, Čeložnice, Bohuslavice, Bukovany, Nechvalín, Ždánice, Archlebov, Dambořice, Čejč, Želetice, Strážovice, Věteřov, Kyjov

#### Mikulovská vinařská stezka
- Celková délka – 82 km
- Nástupní místo – Mikulov
- Některá místa na trase – Březí, Dobré Pole, Přerovský vrch, Brod nad Dyjí, Pasohlávky, Ivaň, Strachotín, Dolní Věstonice, Pavlov, Milovice, Bulhary, Lednice, Hlohovec, Valtice, Úvaly, Sedlec, Mikulov

#### Modré Hory
- Celková délka – 20 km
- Nástupní místo – Velké Pavlovice
- Místa na trase – Bořetice, Vrbice, Kobylí, Němčičky, Velké Pavlovice

#### Moravská vinná stezka

##### Moravská vinná stezka (Mikulovská)
- Celková délka – 55 km
- Nástupní místo – Jevišovka
- Některá místa na trase – Drnholec, Novosedly, Mikulov, Bavory, Dolní Dunajovice, Brod nad Dyjí, Nový Přerov, Dobré Pole, Klentnice, Pavlov, Dolní Věstonice, Strachotín, Pouzdřany

##### Moravská vinná stezka (Slovácká)
- Celková délka – 112 km
- Nástupní místo – Krumvíř
- Některá místa na trase – Terezín, Čejč, Čejkovice, Mutěnice, Dubňany, Ratíškovice, Milotice, Vlkoš, Kyjov, Vracov, Bzenec, Domanín, Těmice, Ořechov,

Polešovice, Tupesy, Tučapy, Boršice, Buchlovice, Zlechov, Velehrad, Modrá, Staré Město, Uherské Hradiště

##### Moravská vinná stezka (Velkopavlovická)
- Celková délka – 54 km
- Nástupní místo – Pouzdřany
- Některá místa na trase – Hustopeče, Starovičky, Velké Pavlovice, Horní Bojanovice, Němčičky, Bořetice, Vrbice, Kobylí, Brumovice, Morkůvky, Klobouky u Brna, Krumvíř

##### Moravská vinná stezka (Znojemská)
- Celková délka – 68 km
- Nástupní místo – Znojmo
- Některá místa na trase – Nový Šaldorf–Sedlešovice, Konice, Popice, Havraníky, Šobes, Šatov, Chvalovice, Lampelberg, Vrbovec, Jaroslavice, Hrádek, Dyjákovice, Hevlín, Jevišovka

#### Mutěnická vinařská stezka
- Celková délka – 65 km
- Nástupní místo – pod Lištím kopcem mezi Kyjovem a Svatobořicemi
- Některá místa na trase – Svatobořice, Šardice, Hovorany, Čejč, Mutěnice, Dubňany, Milotice, Svatobořice

#### Stará hora
- Celková délka – 37 km
- Nástupní místo – Mikulov
- Některá místa na trase – Bavory, Dolní Dunajovice, Brod nad Dyjí, Novosedly, Nový Přerov, Mikulov

#### Strážnická vinařská stezka
- Celková délka – 101 km
- Nástupní místo – Bzenec
- Některá místa na trase – Váté písky, Muzeum vesnice jihovýchodní Moravy, Strážnice, Plže, Petrov, Strážnice, Radějov, Tvarožná Lhota, Kněždub, Hroznová Lhota, Tasov, Lipov, Louka, Blatnička, Boršice, Hluk, Blatnice pod Svatým Antonínkem, Ostrožská Lhota, Ostrožská Nová Ves, Uherský Ostroh, Veselí nad Moravou, Vnorovy, Bzenec

#### Uherskohradišťská vinařská stezka
- Celková délka – 75 km
- Nástupní místo – Hrubý háj u Moravského Písku
- Některá místa na trase – Uherský Ostroh, Ostrožská Nová Ves, Ostrožská Lhota, Hluk, Dolní Němčí, Lucko, Vlčnov, Veletiny, Podolí, Sady, Mařatice, Uherské Hradiště, Kostelany nad Moravou, Kostelanská tůň, Nedakonice, Polešovice

#### Velkopavlovická vinařská stezka
- Celková délka – 110 km
- Nástupní místo – Židlochovice
- Některá místa na trase – Nosislav, Křepice, Velké Němčice, Uherčice, Šakvice, Zaječí, Rakvice, Lednicko-valtický areál, Podivín, Velké Bílovice, Vrbice, Čejkovice, Kobylí, Brumovice, Krumvíř, Velké Hostěrádky, Šitbořice, Morkůvky, Boleradice, Diváky, Kurdějov, Hustopeče, Velké Pavlovice

#### Vinařská stezka Podluží
- Celková délka – 115 km
- Nástupní místo – Břeclav
- Některá místa na trase – Pohansko, Lanžhot, Kostice, Tvrdonice, Týnec, Moravská Nová Ves, Mikulčice, Prušánky, Stará Břeclav, Hrušky, Nový Poddvorov, Starý Poddvorov, Dolní Bojanovice, Dubňany, Ratíškovice, Vacenovice, Rohatec, Hodonín

#### Znojemská vinařská stezka
- Celková délka – 165 km
- Nástupní místo – Znojmo
- Některá místa na trase – Mašovice, Podmolí, Národní park Podyjí, Nový Šaldorf-Sedlešovice, Hnanice, Šatov, Olbramovice, Miroslav, Višňové, Horní Dunajovice, Prosiměřice, Práče, Lechovice, Božice, Hrušovany nad Jevišovkou, Šanov, Hrabětice, Moravský Krumlov

### Moravské vinařské naučné stezky

#### Vinařská naučná stezka Mikulov
- Celková délka – 28 km
- Nástupní místo – Mikulov
- Některá místa na trase – Dolní Věstonice, CHKO Pálava, Klentnice, Pavlov

#### Vinařská naučná stezka Po stopách Napoleona
- Celková délka – 2,2 km
- Nástupní místo – Dobšice

#### Vinařská naučná stezka Sádek
- Celková délka – 2 km
- Nástupní místo – Vinohrad Sádek

#### Vinařská naučná stezka Stará Hora
- Celková délka – 2,7 km
- Nástupní místo – silnice II/414 u Novosedel

#### Vinařská naučná stezka Valtice
- Celková délka – 5 km
- Nástupní místo – Zámek Valtice
- Zajímavá místa na trase – Kolonáda na Rajstně